# Uwe Michel
Uwe Michel (* 8. August 1962) ist ein ehemaliger deutscher Fußballspieler.

## Karriere
Uwe Michels absolvierte nur ein Spiel in der Bundesliga. Am 4. Spieltag der Saison 1984/85 wurde, der für Borussia Dortmund spielende Stürmer, in der Partie gegen den FC Bayern München, in der 70. Minute für Jürgen Wegmann eingewechselt.